# Stazione di Wilhelmshagen
La stazione di Wilhelmshagen è una fermata ferroviaria di Berlino, sita nella località omonima nel quartiere di Rahnsdorf. È posta sotto tutela monumentale (Denkmalschutz).

## Movimento
La fermata è servita dalla linea S 3 della S-Bahn.

## Interscambi
- Fermata autobus